# Tampa Bay Buccaneers
Tampa Bay Buccaneers este o echipă de fotbal american cu sediul în Tampa, Florida, Statele Unite, care joacă în Divizia de Sud a Conferinței Naționale de Fotbal (NFC) a NFL.
Clubul de fotbal din Tampa Bay a fost fondat inițial de un antreprenor pe nume Tom McCloskey în primăvara anului 1974, dar proprietatea a ajuns în mâinile unui consultant fiscal din Jacksonville. Numele Buccaners (Piratii) a fost ales dintre patru sute de candidați, deoarece Festivalul Piraților Gasparilla se desfășoară în oraș de la începutul secolului al XX-lea.
Echipa a debutat în NFL în 1976, sub conducerea antrenorului principal John McCay, în Divizia de Vest a Conferinței de Fotbal American (AFC). După primul sezon care s-a încheiat fără victorie (asta nu se mai întâmplase din 1944), clubul a fost mutat în Grupa Centrală a conferinței NFC. Sezonul 1977 nu a fost mai bun, dar au reușit să câștige ultimele două meciuri ale sezonului. Echipa a continuat să se îmbunătățească în 1978 (5–11), iar prima mare performanță a venit în sezonul 1979. Ei au încheiat sezonul regulat cu un bilanț pozitiv (10–6) pentru prima dată, datorită în primul rând apărării lor puternice, câștigând Divizia și ajungând în playoff. Aici i-au învins pe Philadelphia Eagles cu 24-17 în semifinalele diviziei principale, dar nu au reușit să ajungă în Super Bowl, deoarece Los Angeles Rams i-a învins cu 9-0 în finala diviziei principale. Lee Roy Selmon a fost numit Apărătorul Anului.
În 1981, au câștigat din nou divizia, dar au pierdut în fața echipei Dallas Cowboys în playoff. La Pro Bowlul desfășurat la sfârșitul sezonului, Lee Roy Selmon a fost numit MVP-ul meciului. Quarterbackul Doug Williams a anunțat că părăsește liga după sezonul 1982, deoarece nu a primit o mărire de salariu în ciuda jocului său excelent. Fără el, Buccaneers au încheiat sezonul următor cu un record deplorabil de 2-14 și, mai mult, au evoluat foarte slab în următoarele treisprezece sezoane, cu un palmares constant negativ. Doug Williams s-a întors în NFL doi ani mai târziu și a jucat pentru Washington Redskins încă trei sezoane, câștigând Super Bowl cu noua sa echipă și devenind Cel mai valoros jucător al finalei.
Proprietarul Hugh Culverhouse a murit în august 1994, iar fiul său a vândut franciza falimentară lui Malcom Glazer, care și-a numit cei trei fii în consiliu. A început construcția atât pentru echipă, cât și pentru stadion. În 1996, l-a adus pe antrenorul principal Tony Dungy și a negociat cu primăria pentru construirea unui nou stadion. După o serie dezamăgitoare de aproape un deceniu și jumătate, 1997 a fost primul sezon cu un bilanț pozitiv (10–6). Echipa a câștigat și în primul tur al playoff-ului, învingându-i pe Detroit Lions cu 20–10. După mult timp, jucătorii echipei au câștigat distincții de sfârșit de sezon, iar Dungy însuși a devenit antrenorul anului (Premiul Maxwell). Sistemul defensiv pe care l-a dezvoltat, cunoscut sub numele de „Tampa 2”, a funcționat bine și a fost ulterior adoptat de alte echipe. În 1998, au putut să se mute pe noul stadion Raymond James, iar performanța bună a continuat din sezonul următor. Au ajuns în playoff în patru ani consecutivi. Un eșec în playoff în 2001 a semnalat necesitatea înlocuirii lui Dungy cu Jon Gruden.
Au atins apogeul în sezonul 2002. Și-au câștigat divizia cu 12–4, au învins pe San Francisco 49ers (31–6) și Philadelphia Eagles (27–10) în playoff pentru a avansa în ediția a 37-a din Super Bowl. Meciul a avut loc pe 26 ianuarie 2003 la San Diego, împotriva campioanei AFC Oakland Raiders, pe care Tampa Bay i-a învins convingător cu 48–21 pentru a câștiga campionatul pentru prima dată în istoria lor. Safety-ul Dexter Jackson a fost desemnat cel mai bun jucător al meciului. După două sezoane modeste, au câștigat din nou divizia în 2005, dar au fost eliminați în runda Wild Card. S-au despărțit de Gruden după sezonul 2008, Raheem Morris a preluat postul, dar rezultatele nu au venit. Ei au încheiat sezonul 2011 cu un record foarte slab de 4–12, așa că au început sezonul 2012 cu Greg Schiano ca antrenor principal.
După sezoane modeste, Bruce Arians a fost numit antrenor principal în 2019. În 2020, a fost achiziționat veteranul quarterback Tom Brady, iar apoi și tight-end-ul Rob Gronkowski, prieten cu Brady de la New England Patriots. Au mai fost aduși pentru un sezon experimentații Leonard Fournette (running back) și Antonio Brown (wide receiver), iar cu această ofensivă extrem de valoroasă, Bucs au obținut în sezonul 2020 calificarea în playoff prima dată din 2007. În playoff, Buccaneers au învins pe Washington Football Club cu 31–23 în runda wild card, prima lor victorie în postseason de la câștigarea Super Bowl XXXVII în 2002, apoi pe New Orleans Saints și Green Bay Packers, ajungând pentru a doua oară în istorie în Super Bowl, unde au înfruntat campioana en-titre, Kansas City Chiefs. Coincidența a făcut ca stadionul Raymond James să fi fost numit gazdă a Super Bowl LV în 2017, după ce SoFi Stadium din Los Angeles, inițial desemnat gazdă pentru acest meci, nu putea fi construit la timp. Astfel, Buccaneers a devenit prima echipă din istoria NFL care a jucat și a câștigat un Super Bowl care a avut loc pe stadionul său de acasă.
În sezonul 2021, Tampa Bay a resemnat toți cei 22 de titulari care au adus trofeul în marea finală și a avut un nou parcurs excelent în sezonul regulat, încheiat cu bilanțul 13-4. Însă în play-off, Bucs au fost eliminați în Divisional Round de Los Angeles Rams, scor 30-27.
Pe 30 martie 2022, antrenorul principal Bruce Arians a demisionat brusc, coordonatorul defensiv Todd Bowles fiind numit înlocuitorul său. Tom Brady și-a anunțat retragerea, dar mai târziu s-a întors. Sezonul 2022 a fost unul modest, încheiat cu opt victorii și nouă înfrângeri, însă Bucs au obținut calificarea în playoff din poziția de câștigătoare a diviziei. Au pierdut în runda Wild Card pe teren propriu cu Dallas Cowboys.